# Mariä Himmelfahrt (Hohenfurch)

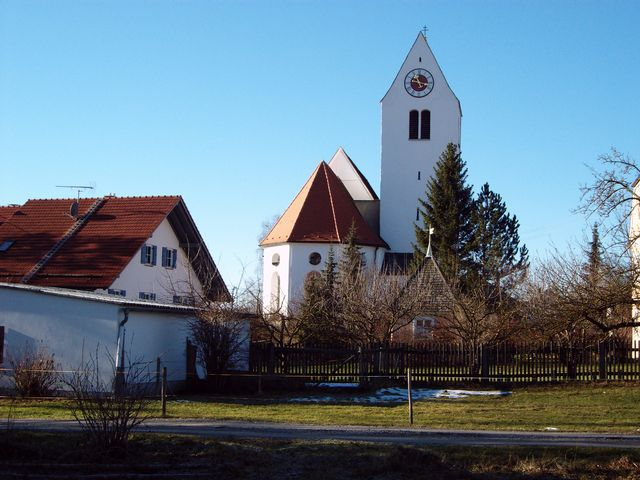
Mariä Himmelfahrt (Hohenfurch)

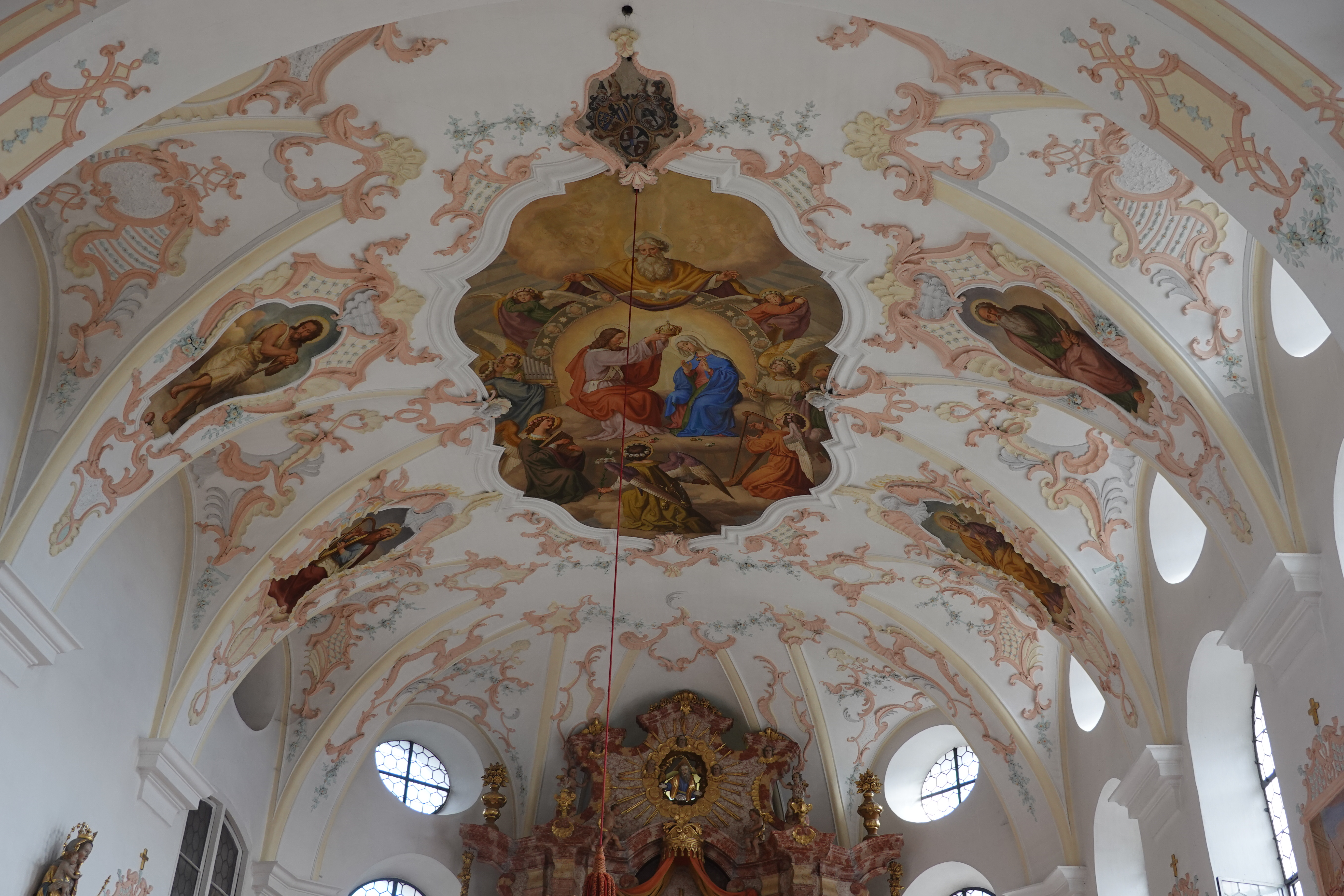
Innenansicht

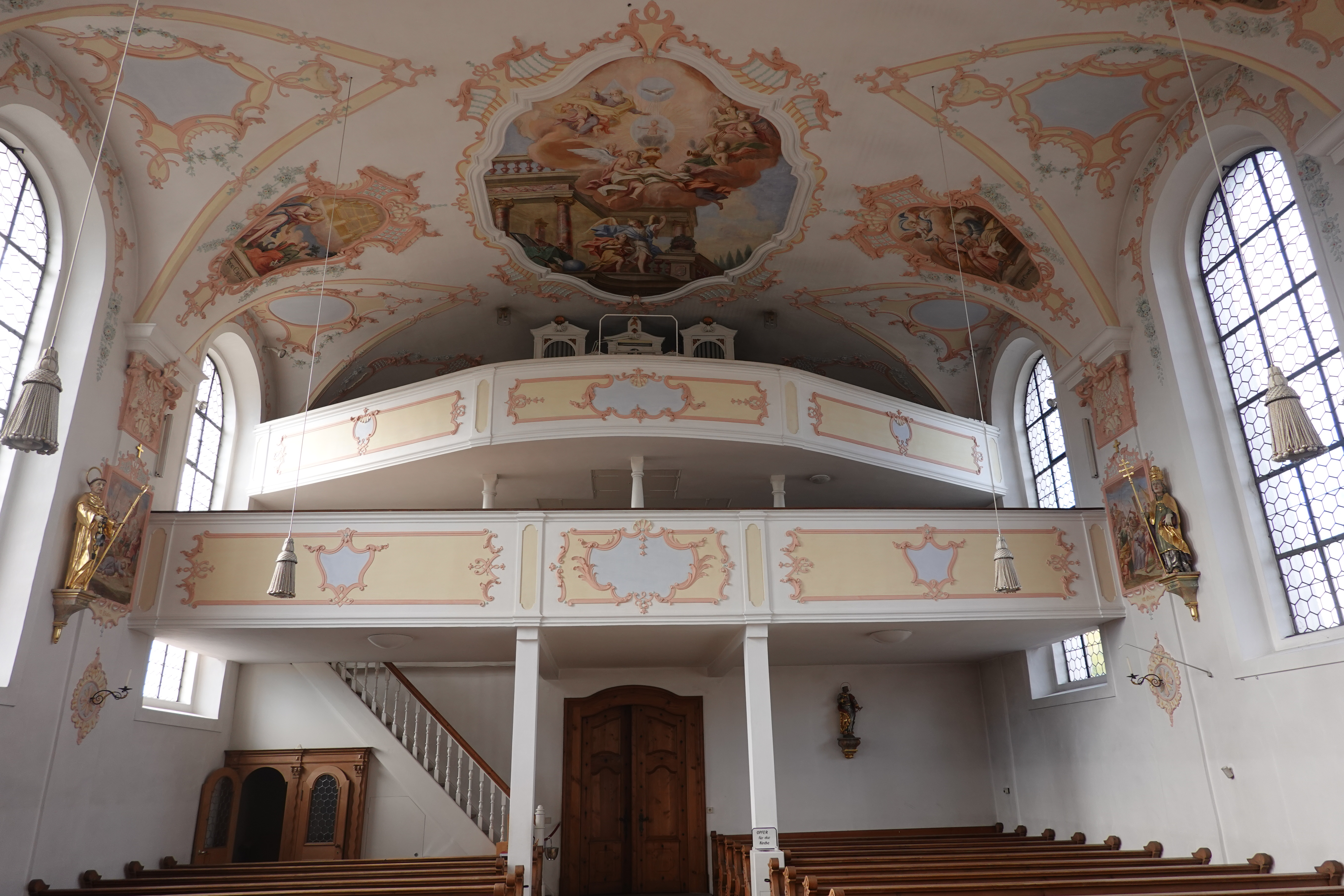
Innenansicht nach Westen

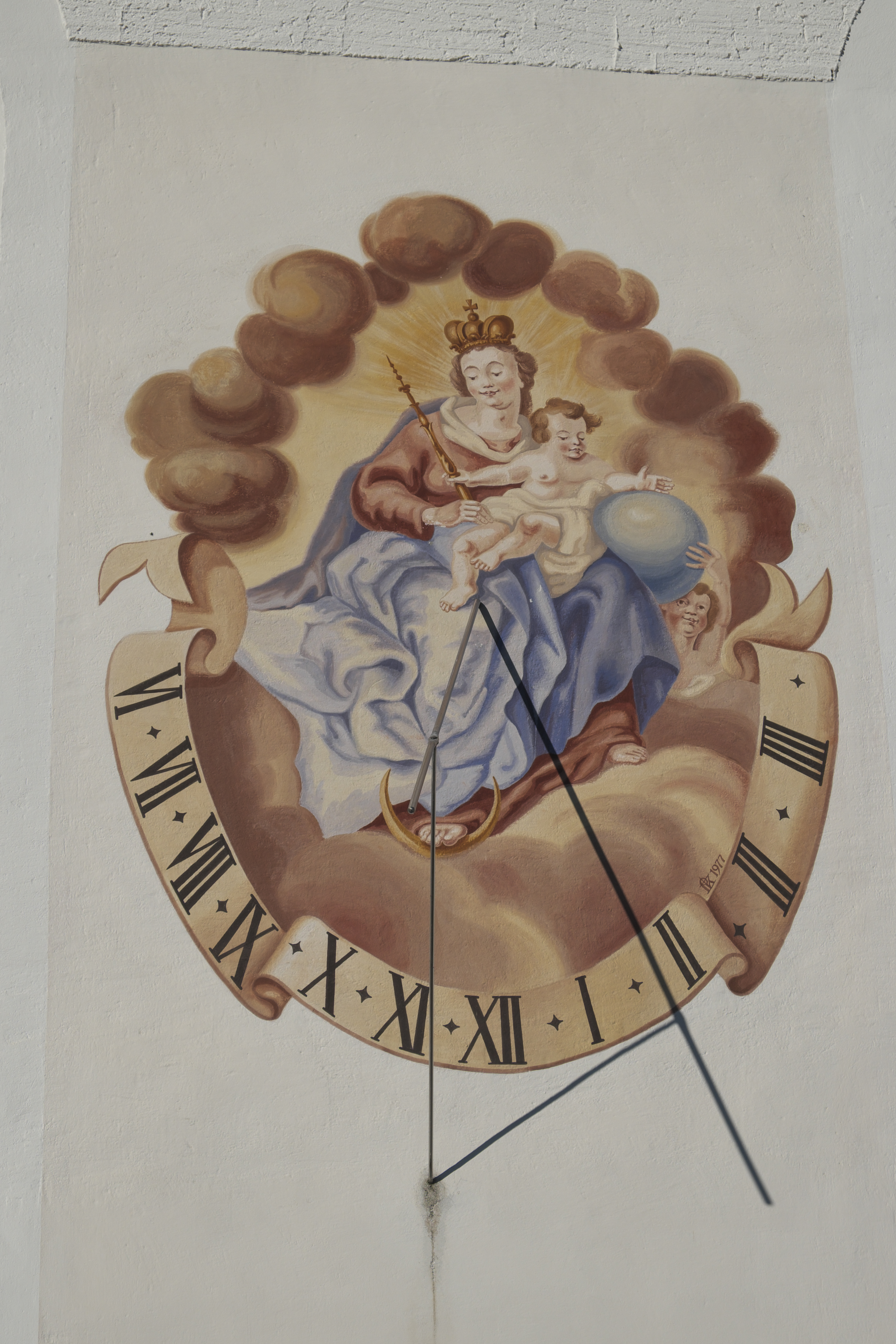
Sonnenuhr

Die katholische Pfarrkirche Mariä Himmelfahrt ist eine gotische, später barockisierte Saalkirche in Hohenfurch im Landkreis Weilheim-Schongau in Oberbayern. Sie gehört zur Pfarrgemeinde St. Michael Altenstadt im Bistum Augsburg.

## Geschichte und Architektur
Die Kirche gehörte von 1394 bis 1785 zum Kloster St. Mang in Füssen, danach bis zur Säkularisation 1803 zum Prämonstratenserkloster Steingaden. Von der ursprünglich gotischen Kirche ist der stattliche Turm mit Satteldach erhalten. Der barocke Umbau unter den Äbten Benedikt III. Pantner (1738–1745) und Leopold von Rost (1745–1750) wurde im Jahr 1739 mit der Verlängerung des Kirchenschiffs vermutlich nach den Plänen des Maurermeisters Stephan Socher begonnen und endete mit der Weihe am 30. August 1754 durch den Füssener Abt Gallus Zeiler. Eine äußere Renovierung wurde 1977 durchgeführt, eine innere 1999.
Das Bauwerk ist eine Saalkirche mit stark eingezogenem, dreiseitig schließendem Chor und einem Turm an der Nordseite. Das Langhaus ist durch ein Tonnengewölbe mit Stichkappen abgeschlossen, das mit Stuck im späten Régencestil mit Gitter- und Bandelwerk von Joseph Fischer aus Faulenbach der Jahre 1743–1745 ausgeschmückt ist. Das Deckengemälde von Johann Baptist Heel aus Göggingen zeigt Mariä Himmelfahrt. Das Schutzengelbild über der Empore aus dem Jahr 1749 zeigt das Wirken der Engel. Die Stichkappentonne im Chor ruht auf Wandkonsolen und ist mit dem Wappen des Abtes Leopold von Rost versehen. Der Rokokostuck aus den Jahren 1748/1749 in Wessobrunner Art wird Ignaz Finsterwalder zugeschrieben. Die Deckengemälde entstammen dem späten 19. Jahrhundert. Die Kreuzwegfresken stammen ebenfalls von Heel, wurden 1932 freigelegt und in den Stationen 5, 10 und 13 durch Herbert Jäger ergänzt.

## Ausstattung
Drei Altäre aus der Mitte des 18. Jahrhunderts sind die Hauptstücke der Ausstattung. Der Hochaltar, der 1748 durch Joseph Fischer geschaffen wurde, enthält eine ältere Skulptur der thronenden Muttergottes aus der Zeit um 1700 und wird flankiert von den Patronen des Füssener Klosters, den Heiligen Benedikt und Magnus. An der Chornordwand stehen eine gotische Madonna aus der Zeit um 1420 und eine Johann Pöllandt zugeschriebene Figur der heiligen Barbara aus dem 17. Jahrhundert. Auf dem Beichtstuhl zur rechten Seite des Hochaltars ist eine Schnitzfigur des heiligen Johann Nepomuk aus der Mitte des 18. Jahrhunderts zu finden.
Der linke Seitenaltar ist mit einem Gemälde der vierzehn Nothelfer ausgestattet, der rechte zeigt die Vision des Johannes Evangelista auf Patmos und auf der Mensa ein Vesperbild aus der Mitte des 18. Jahrhunderts. An den Pilastern des Langhauses sind Skulpturen der Heiligen Sylvester und Ulrich aus dem 17. Jahrhundert und der Muttergottes von 1430 auf der Nordseite zu finden; auf der Südseite sind eine Schutzengelgruppe und die Heiligen Antonius von Padua, Franz Xaver und Leonhard aus dem 18. Jahrhundert aufgestellt. Die Orgel ist ein Werk von Franz Borgias Maerz aus dem Jahr 1885 mit zehn Registern auf einem Manual und Pedal.